# 格拉萨-阿拉尼亚
格拉萨-阿拉尼亚是巴西马拉尼昂州的一个市镇。总面积271.457平方公里，总人口6200人，人口密度22.8人/平方公里。